# Nie w mojej rodzinie
Nie w mojej rodzinie – dramat filmowy produkcji amerykańskiej z 1993 roku.

## Opis
Po sześciu latach szczęśliwego życia w małżeństwie, Ted Ricci (Michael Brandon) i Veronica Ricci (Joanna Kerns) oczekują z radością narodzin swego pierwszego dziecka. Gdy dziecko przychodzi na świat – Veronica doświadcza dziwnego uczucia. Nie "czuje" macierzyństwa, jej stosunek do niemowlęcia jest obojętny. Dręczą ją dziwne sny i wspomnienia wskazujące na jakiś tajemniczy uraz doznany w dzieciństwie. Jednocześnie nie jest w stanie podporządkować tematycznie nawiedzanych ją obrazów. Terapia psychiatryczna ujawnia podejrzenie, że ojciec Veroniki – Malcolm Worth (George Grizzard) zgwałcił w dzieciństwie jej siostrę, Becky (Shelley Hack). Veronica nie dowierza temu, gdyż łączą ją z ojcem bliskie kontakty, a Becky zaprzecza, że padła ofiarą gwałtu. Również jej brat Tom (Richard Gilliland) nie wierzy, że kochający ojciec mógł być sprawcą takiego czynu. Veronica stara się zerwać z przyszłością, ale gdy zauważa, że Malcolm spędza wiele czasu z wnuczką, postanawia coś przedsięwziąć.